# كراون غراوند
كراون جراوند (بالإنجليزية: Crown Ground)‏ هو ملعب كرة قدم يقع في إنجلترا، يتسع لـ 5,057 متفرج.

## التاريخ
بدأ بناء الملعب في 1968 وافتتح في نفس العام.